# ガベル (槌)
ガベルまたはギャベル（英: gavel）は、裁判や議会などで用いられる儀礼用の小型の木槌のこと。一般的に広葉樹で作られている。アメリカにおいては議会や法廷で用いられる一般的なものであるが、世界的にはオークションで見られる。注意喚起や、裁定や宣言の区切りを示すためにも使用され、裁判長（議長）の権限と権利を象徴するものでもある 。広葉樹で作られることが多いサウンドブロック（打撃板）と併用され、叩いた際の音の響きを向上させている。会議でガベルを用いるようになったのは1789年春にニューヨークで第1回目の上院議会が開かれた際にジョン・アダムズ副大統領が用いたことに由来するとされる。それ以来、ガベルで演台や机を叩いて開会を示すのが通例となった。また、閉会や議場を落ち着かせて秩序を保つ目的にも使用される。

## 語源
中世のイングランドにおいては「ガベル（gavel）」という単語は、現金ではない物品での献金や家賃支払（物納）を意味していた。こうした合意はイングランドの土地裁判所において小槌の音によって決定されたが、これは古英語の「gafol」（「貢物」の意味）に由来したのかもしれない。ガベルは、領主に対する物納による納税を指す用語の接頭辞として使われ（例えば「gavel-malt（麦芽の物納）」）、イングランドやアイルランドの一部地域でみられた遺産相続制度である「gavelkind」などにも見られる。また、石工の道具の一種で、議論の秩序を保つために用いられるようになった「setting maul（掛け矢）」が由来の可能性もある。

## 会議における使用例
審議会（本会議）などにおいて、ガベルは使用される。『ロバート議事規則』の改訂版によれば、延期や閉会を示す時に使用することができるとされている。また、会議参加者が軽微な規則違反を起こしたときにも使用することができる。
『Demeter's Manual of Parliamentary Law and Procedure』では、投票後に軽く叩くことに加えて、以下に挙げる3つの用途があると記載されている。
- 注目を集め、議場に秩序を取り戻させる場合。ほとんどの組織では2回叩いて注目させた後に1回叩いて静めるが、他に2回叩いた後、3回叩くという場合もある。
- 議事進行中に違反行為によって秩序が破られた時、その回復のために用いる場合（1回だけ叩くが、勢いよく叩く）。
- 後任者や、儀礼として執務者にガベルを渡す場合（常に柄を相手に向けて差し出す）。

不適切な使用例としては無秩序な状態を収めるために激しく乱打することが含まれる。このような状況においては議長は間隔を置いて一度だけ強く叩くべきとされる。また、ガベルに寄りかかったり、ジャグリングやオモチャのように扱う、あるいは脅しの道具や、自らの発言の強調として使うことも禁じられている。
議長は、参加者の意向を無視して、参加者が発言権を得る前に、強引に採決を行い議題を通してはならない（議長は質問の審議終了を強制するためにガベルを使ってはならない）。「ガベルを渡す（pass the gavel）」という表現は、ある議長から別の議長へ順番に引き継がれることを意味する。
商談においては上記のような使用例のほかに、式典などで使用される場合もあり、様々な意味を付加して、それに対応するガベルの叩く数を決めておくことができる。
ガベルはアメリカの法廷で使用されており、比喩的に全般的な司法制度や特に裁判官を意味する用語にもなっている。一方、イギリスやアイルランドにおいては、アメリカの影響を受けてテレビ番組においてはガベルが用いられるものもあるが、実際に裁判においてガベルが用いられていることはない。例外としてインナー・ロンドン刑事法院では、書記官が裁判官が入廷したことを出席者に知らせるためにガベルを使用している。

## アメリカ合衆国議会のガベル

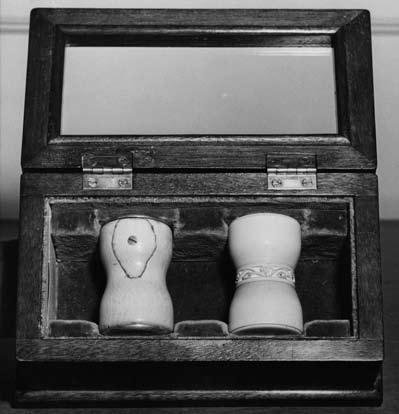
アメリカ合衆国議会上院で使われている象牙のガベル

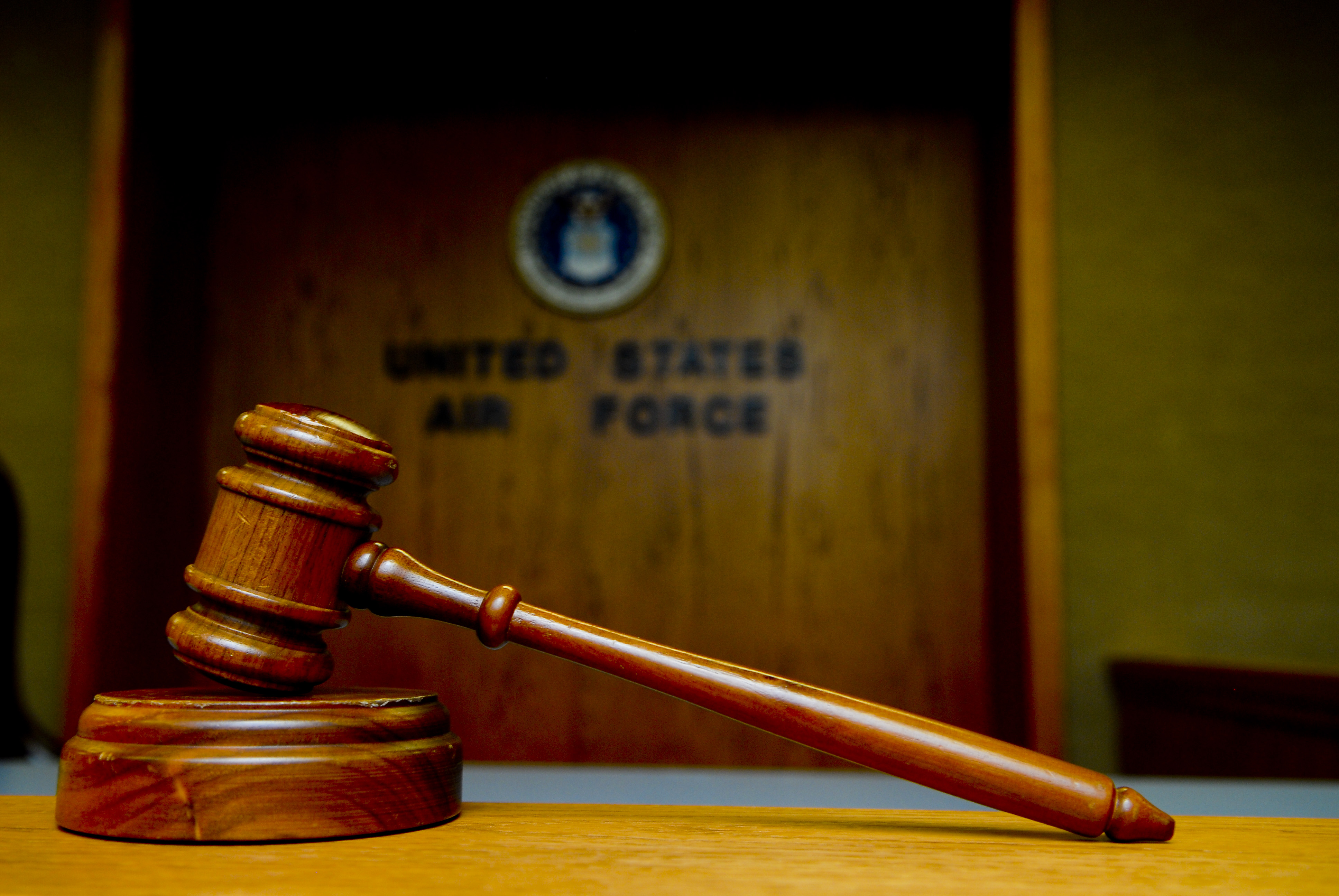
木製のガベルとサウンドブロックの一例。アメリカ合衆国空軍で使用されたもの

アメリカ合衆国議会でガベルを用いるのは、1789年春にニューヨークで第1回目の上院議会が開かれた際にジョン・アダムズ副大統領が用いたことに由来する。
上院のガベルは特殊で、装飾のない砂時計状の形をして取っ手がなく、象牙製である。2018年現在使用されているものはインド政府から寄贈されて1954年11月17日から使用されているものである。もともと上院のガベルは少なくとも1834年から（おそらく1789年から）、同じデザインのものが使用されていたが、1952年に銀板で補強されたにもかかわらず、1954年の原子力エネルギーに関する激しい議論の中で、リチャード・ニクソン副大統領が使用中に壊れてしまった。上院はガベルに加工できるほど大きな象牙を用意できなかったため、インド政府に依頼した。その年の後半にインドのサルヴパッリー・ラーダークリシュナン副大統領が上院を訪れ、元のガベルの複製品をニクソンに手渡したという経緯がある。
対して下院のガベルは柄のある無地の木製のものであり、上院よりも使用頻度が多く、かつ力強く用いられてきた。何度も損傷したり、交換が行われている。

## 国際連合のガベル
国際連合で使用されているものは、1955年にアイスランドの彫刻家Ríkarður Jónssonが製作したものであり、アイスランド産の白樺でガベルとサウンドブロックを作った。

## 日本のガベル
日本の裁判所においては、法廷や競売の開札場等にガベルやそれに類する場を静粛にさせる器具は備え付けられておらず、裁判官や執行官がそれらを用いることはない。
参議院の本会議においてはガベル（ギャベル）が使用されており、叩くことで開会を示す。これは1950年のアメリカ合衆国上院を視察した際にお土産として持ち帰ったのが始まりであり、衆議院では使用されない。
なお、場を静粛にさせる道具としては帝国議会時代から衆参両院共に「号鈴」（衆議院）、「振鈴」（参議院）という大きな鈴が議長席に用意されている。衆議院規則第218条及び参議院規則第214条において、議長が鈴を鳴らした場合には何人も沈黙しなければならないとされている。しかし、衆議院では使用した結果、さらに場が紛糾してしまったことから使わないことが不文律となっており、参議院では貴族院当時から1度も使われたことがない。